# Giorgos Koutroubis
Giorgos Koutroubis (Atenas, 10 de fevereiro de 1991) é um futebolista profissional grego, que atua como defensor, atualmente defende o Standard Liège.

## Títulos

### Panathinaikos
- Copa da Grécia: 2013–14